# Bubba Sparxxx
Warren Anderson Mathis, conocido como Bubba Sparxxx (LaGrange, Georgia, 6 de marzo de 1977), es un rapero estadounidense que se dio a conocer en 2001 con el tema Ugly, y por haber alcanzado el éxito al igual que Eminem o Everlast, siendo de raza blanca.

## Biografía
Natural de LaGrange, Georgia, el joven Andy Mathis se introdujo en el mundo del hip-hop por un vecino, que recibía las mixtapes que le enviaban desde Nueva York. Bubba comenzó grabando con Lil Devil en un grupo llamado One Card Shi, en 1996, pero el mismo no duró mucho. La posterior grabación tendría algo de éxito en Georgia, y el álbum Dark Days, Bright Nights recibió la atención de Jimmy Iovine, de Interscope Records. Tras una guerra por hacerse con los servicios del rapero, Bubba Sparxxx firmó finalmente por Interscope y comenzó a trabajar con los productores Timbaland y Organized Noize.
En 2003, regresó con su segundo álbum, titulado Deliverance. En 2006 firmó por el sello de OutKast, Purple Ribbon Label, distribuido por Virgin Records. Con ellos, editó en 2006 su tercer disco, The Charm.

## Discografía

### Álbumes
- Dark Days, Bright Nights (2001)
- Deliverance (2003)
- The Charm (2006)
- Pain Management (2013)
- Made on McCosh Mill Road (2014)

### Sencillos
De Dark Days, Bright Nights:
- "Ugly" (2001)
- "Lovely" (2002)

De Deliverance:
- "Deliverance" (2003)
- "Back in the Mud" (2003)

De The Charm:
- "The Other Side" (con Petey Pablo y Sleepy Brown) (2006)
- "Ms. New Booty" (con Ying Yang Twins) (2005)
- "Hey (A Lil Gratitude)" (2006)